# Владимировская волость (Острогожский уезд)
Владимировская волость — историческая административно-территориальная единица Острогожского уезда Воронежской губернии с центром в слободе Владимировка.
По состоянию на 1885 год состояла из 4 поселений, 4 сельских общин. Населения — 3234 лица (1663 мужского пола и 1571 — женской), 425 дворовых хозяйств.
| Площадь, десятин      | В том числе пахотной, дес. |      |
| --------------------- | -------------------------- | ---- |
| Сельских общин        | 1137                       | 1076 |
| Частной собственности | 7898                       | 5118 |
| Другой собственности  | 66                         | 66   |
| В общем               | 9101                       | 6280 |

Крупнейшие поселения волости на 1880 год:
- Владимировка (Колодец) — бывшее владельческое слобода за 50 верст от уездного города, 1203 лица, 179 дворов, православная церковь, школа, лавка, 21 ветряная мельница.
- Петро-Павловка (Осиновка, Новоселовка) — бывшее владельческое слобода при реке Дон, 1016 человек, 150 дворов, православная церковь, лавка, 12 ветряных мельниц.
- Прияр — бывший собственнический хутор при реке Дон, 510 человек, 67 дворов.

В начале 1890-х годов волость была присоединена к Колибельськой волости.